# Automotrice ZZ-AB 1-4
Le automotrici ZZ-AB 1 ÷ 4 sono rotabili automotori termici alimentati a gasolio, a scartamento metrico, costruiti dalla Fiat Ferroviaria negli anni trenta per il servizio viaggiatori veloce, di sola 1ª e 2ª classe della Ferrovia Gibuti-Addis Abeba.

## Storia
Le automotrici furono costruite dalla Fiat, in numero di 4 unità, in base al, già collaudatissimo in Italia, progetto di automotrice leggera ALn 56 come modello Fiat 038; al loro arrivo in Etiopia nel 1938 vennero immatricolate come gruppo ZZ-AB (AB =di 1ª e 2ª classe) con i numeri progressivi da 1 a 4. Rappresentarono un importante progresso nel servizio ferroviario della linea etiopica i cui treni a vapore, in certi casi anche lussuosi, impiegavano fino a 36 ore o sostavano per la notte a Dire Daua per poi ripartire l'indomani. Vennero prodotte con allestimenti di classe per un servizio di livello elevato con 27 posti a sedere complessivamente, una porta di separazione tra le due classi e due ritirate distinte alle estremità; mancava ovviamente la 3ª classe. Negli anni del secondo dopoguerra sembra abbiano continuato a servire il trasporto locale fino agli anni cinquanta.

## Tecnica
Le automotrici avevano la classica cassa a struttura tubolare saldata poggiante direttamente sui due carrelli mediante un perno e dei rulli di scorrimento. Le testate erano prive di respingenti con un semplice dispositivo di aggancio a barra rigida. Sull'imperiale era posto un secondo rivestimento con intercapedine per diminuire l'effetto del forte calore del sole.
I carrelli erano costituiti da un telaio in acciaio saldato formato essenzialmente da due longheroni su cui poggiava la cassa per mezzo di rulli scorrevoli. Le sospensioni erano a balestra corta di tipo camionistico. La sede del perno in posizione asimmetrica rispetto al centro del telaio serviva per aumentare il peso gravante sull'asse motore. I motori trovavano posto sopra ciascun primo asse. 
Le ZZ-AB montavano una coppia di motori diesel, tipo 356 C a iniezione indiretta (con precamera), a sei cilindri in linea capaci di erogare 85 kW ciascuno.